# Dicatozetes uropygium
Dicatozetes uropygium är en kvalsterart som först beskrevs av Grandjean 1928.  Dicatozetes uropygium ingår i släktet Dicatozetes och familjen Galumnidae. Inga underarter finns listade i Catalogue of Life.